# Руен (сорт грозде)
Вижте пояснителната страница за други значения на Руен.
Руен е червен винен сорт грозде, селектиран в НПК „Г.Димитров“, гр. Пловдив, чрез кръстосване на сортовете Широка мелнишка лоза и Каберне Совиньон.
Средно зреещ сорт: узрява между 15 и 20 септември. Неустойчив на гъбични заболявания.
Гроздът е средно голям (157 г.), коничен, сбит. Зърната са дребни (1.6 г.), закръглени. Кожицата е плътна, здрава, тъмносиня, покрита с дебел восъчен налеп и богата на багрилни вещества. Сокът е безцветен.
Съдържанието на захари е около 22,2%, на киселини – 6.6 г./л. Получените от сорта трапезни вина са тъмночервени, екстрактивни, свежи, с хармоничен вкус.